# Eunidia vittata
Eunidia vittata là một loài bọ cánh cứng trong họ Cerambycidae.